# Lasioserica oblita
Lasioserica oblita är en skalbaggsart som beskrevs av Ahrens 1996. Lasioserica oblita ingår i släktet Lasioserica och familjen Melolonthidae. Inga underarter finns listade i Catalogue of Life.